# Marketour Electric Cars
Marketour Electric Cars war ein US-amerikanischer Automobilhersteller, der nur 1964 in Long Beach ansässig war.
Der Marketour war ein kleines Elektro-Dreiradfahrzeug, das als Einkaufswagen gedacht war. Wie zehn Jahre vorher beim Marketeer gab es ein einzelnes Vorderrad, das mit einer Lenkstange gelenkt wurde. Angetrieben wurden die Hinterräder von einem 36-V-Elektromotor. Die Reichweite lag bei 55–65 km. Der Radstand betrug 1626 mm, die Gesamtlänge 2134 mm. Die Karosserie bot zwei Personen Platz und hatte ein abnehmbares Dach.